# Hervé Blanc
Pour les articles homonymes, voir Blanc (homonymie).
Hervé Blanc, né le 29 janvier 1955 à Lyon et mort le 25 août 2020 à Paris, est un acteur français.

## Biographie
Enfant du milieu d'une fratrie de trois garçons, il grandit dans une famille aisée, dont le père, ingénieur originaire des environs de Chambéry, était industriel, PDG de l'entreprise familiale.
Ses études le conduisent à un DEUG de droit, qu'il prolonge par 2 ans de Sciences-Po.
Mais Hervé Blanc a la passion de l'écriture et du spectacle…

### Carrière
De 1979 à 1984, son désir d'être en scène et de "parler aux gens" l'amène dans un premier temps à conduire une carrière d'humoriste, dont la presse lyonnaise se fait largement l'écho (le comparant à Guy Bedos et Raymond Devos, ses influences), notamment pour ses prestations au Café-Théâtre de La Graine.
Il prend des cours de théâtre dans la mouvance du conservatoire de Lyon (Janine Berdin), et de la Compagnie Lugdunum (Jacques Rosset), conjointement à son travail de pigiste pour des journaux lyonnais.
Et il joue dans plusieurs pièces mises en scène par Jacques Rosset…
Après sa prestation au Café de la Gare (Paris) en janvier 1983 et au Festival d'Avignon en juillet de la même année (Café-Théâtre de la Tache d'Encre), il se fixe à Paris et consolide sa formation en suivant des cours d'improvisation au Centre Américain, avec Paul Weaver, et de théâtre chez Vera Gregh…
Parallèlement, il apparaît dans différentes pièces mises en scène par Emmanuel Ostrowski, Abbès Zahmani…
Agent d'accueil à la Chambre de Commerce et d'Industrie de Paris, puis comédien-formateur à la prise de parole pour des cabinets de formation, il continue l'observation de ses contemporains, ce qui l'inspire pour jouer au théâtre. 
En 1995, sa participation à un atelier l'amène à rencontrer Joël Pommerat, auteur-metteur en scène et fondateur de la Compagnie Louis Brouillard, avec laquelle il jouera dans "Pôles" en 2003.
Dans le même temps, il joue à la Comédie-Française dans "Ruy Blas", mis en scène par Brigitte Jacques-Wajeman.
En juin 2007, il est de la création de "Je tremble 1", cabaret funèbre existentiel, pièce créée à Chambéry, puis repris à Paris Bouffes du Nord en octobre 2007.
Hervé Blanc y interprète "l'homme qui n'existe pas".
Puis Joël Pommerat complète "Je tremble 1" (1h 05) par "Je tremble 2" (1h 10), et ces 2h 15 de spectacle sont présentées dans le "IN" au Festival d'Avignon 2008. Suit une longue tournée de 2 ans, qui se termine en mai 2010 au TNP de Villeurbanne.
Depuis 2010, Joël Pommerat emploie aussi Hervé Blanc dans son adaptation de "Pinocchio" - rôle du narrateur - et dans "La grande et fabuleuse histoire du commerce", créée en 2011...
Au cinéma, Hervé Blanc a participé aux films d'Azize Kabouche, Anne Théron, Christophe Monier et Amal Bedjaoui.
Il meurt le 25 août 2020, à l'âge de 65 ans.

## Filmographie

### Cinéma

#### Long métrage
- 2014 : Ceci est mon corps de Jérôme Soubeyrand - Père Alain
- 2003 : Un fils, d'Amal Bedjaoui - Le client des toilettes
- 1980 : Une semaine de vacances, de Bertrand Tavernier
- 1983 : L'émir préfère les blondes, de Alain Payet
- 1982 : L'Été ardent[2], de Philippe Barbe

#### Moyen métrage
- 2009 : Les enfants de Pinocchio, de Florent Trochel

#### Court métrage
- 2009 : Les quatre colonnes, d'Azize Kabouche
- 2008 : Printemps talons aiguilles, de Viva Delorme
- 2007 : Terminus Nord, de Véronique Lalubie
- 2005 : Territoire interdit, de Christophe Monier
- 2001 : Le paradis des infidèles, de Azize Kabouche
- 1994 : Palais Royal, de Christophe Monier
- 1993 : Visiteur du soir, espoir, de Anne Théron
- 1992 :  Au Petit Bonheur, de Azize Kabouche

### Télévision
- 2001 : Lettres d'Algérie, de Azize Kabouche
- 2000 : L'Instit, épisode 6x02, Ting-Ting de Pascale Dallet : Officier de police aéroport
- 1995 : Anne Le Guen : Madame la Conseillère, de Stéphane Kurc
- 1991 : Crimes et Jardins, de Jean-Paul Salomé
- 1988 : Souris Noire, de Michel Favart

## Théâtre
- La Grande et Fabuleuse Histoire du commerce de Joël Pommerat (2011-2013...)
- Pinocchio, de Joël Pommerat, m.e.s. Joël Pommerat (2010-2013...)
- Je tremble 1 et 2, de Joël Pommerat, m.e.s. Joël Pommerat (2007-2010)
- Cendrillon, de Robert Walser, m.e.s. Béatrice Houplain (2007)
- Pôle, de Joël Pommerat, m.e.s. Joël Pommerat (2003)
- Ruy Blas, de  Victor Hugo, m.e.s. Brigitte Jaques-Wajeman (2002-2003)
- Sources humaines, de Hervé Blanc, m.e.s. Hervé Blanc
- Du sang dans le cou du chat, de Rainer Werner Fassbinder, m.e.s. Pascal Roigneau
- Mikado-Milagro, de Xavier Brière, m.e.s. Xavier Brière
- Meeting, de Pier Paolo Pasolini, m.e.s. Emmanuel Ostrowski
- Le fou et la nonne, de Stanisław Ignacy Witkiewicz, m.e.s. Abbès Zahmani (1992)
- La question, de Henri Alleg, m.e.s. Baki Boumaza (1990)
- Andromaque, de Racine, m.e.s. Emmanuel Ostrowski (1994)
- Les Catules, de Jean-Daniel Magnin, m.e.s. Emmanuel Ostrowski (1987)
- Noir et Blanc, de Hervé Blanc, m.e.s. Hervé Blanc
- Les toasts se resserrent, de Jean-Louis Rappini, m.e.s. Jean-Louis Rappini
- Devant la porte, de William Borchert, m.e.s. Jacques Rosset (1978)
- Le Silence de la mer, de Vercors, m.e.s. Jacques Rosset (1978)
- Huis clos, de Jean-Paul Sartre, m.e.s. Jacques Rosset  (1978)
- Les bâtisseurs d'empire, de Boris Vian, m.e.s. Jacques Rosset  (1978)